# Блюм, Роберт (композитор)
Роберт Карл Мориц Блюм (нем. Robert Karl Moritz Blum; 27 ноября 1900, Цюрих — 10 декабря 1994, Белликон) — швейцарский композитор и дирижёр.
В юности учился играть на фортепиано у Райнхольда Лаке, затем в 1919—1922 гг. продолжал образование в Цюрихской консерватории у Фолькмара Андреэ (композиция, дирижирование) и Карла Бальдеггера (фортепиано). В 1923—1924 гг. совершенствовался в Берлине под руководством Ферруччо Бузони.
В 1925—1980 гг. возглавлял Баденское оркестровое общество (нем. Orchesterverein Baden) — любительский оркестр из швейцарского городка Баден; во главе с Блюмом коллектив даёт по 6-8 концертов в год. Одновременно в 1935—1950 гг. руководил основанным им Цюрихским мадригальным хором (нем. Madrigalchor Zürich); для этого коллектива по заказу Блюма написана оратория Франка Мартена «Волшебный напиток», впервые исполненная под управлением Блюма в апреле 1942 года. В 1935 г. выступил одним из соучредителей общества Pro Musica — цюрихской секции Международного общества современной музыки. В 1943—1976 гг. преподавал композицию и контрапункт в Цюрихской музыкальной академии. С 1959 г. жил в городке Белликон, где по случаю его столетия в его честь была названа улица (нем. Robert-Blum-Strasse).
Блюму принадлежит опера «Амарапура» (1926, на либретто возглавлявшего в это время Цюрихский оперный театр Эгона Нойдегга), восемь симфоний, оркестровые сюиты, многочисленные сочинения для духового оркестра. Премьерой Страстно́го концерта для струнного оркестра и органа Роберта Блюма в 1943 году завершилась история Камерного оркестра Цюриха. В 1960—1970-е гг. центральное место в творчестве Блюма заняла духовная музыка: кантаты и гимны для хора и духового оркестра. На протяжении трёх десятилетий Блюм также работал как театральный и кинокомпозитор, сотрудничал в особенности с кинорежиссёром Леопольдом Линдтбергом, в том числе как автор музыки к фильму «Последний шанс», удостоенному главной премии Каннского кинофестиваля.